# Estación de Santa Eulalia de Manzaneda
Santa Eulalia de Manzaneda (Santolaya, según la nomenclatura de Renfe) es un apeadero ferroviario situado en la parroquia homónima, en el municipio español de Oviedo, en el Principado de Asturias. Forma parte de la línea C-2 de Cercanías Asturias. 

## Situación ferroviaria
Se encuentra en el punto kilométrico 4,779 de la línea férrea de ancho ibérico que une Soto de Rey con El Entrego a 160 metros de altitud. El tramo es de vía única y está electrificado.

## Historia
La estación fue abierta al tráfico el 1 de julio de 1894 con la apertura de la línea Soto de Rey-Ciaño. Este ferrocarril de clara vocación minera fue construido por Norte aunque la concesión inicial la obtuvo el Conde Sizzo-Noris en 1888. Norte explotó el trazado hasta su desaparición en 1941 con la nacionalización del ferrocarril en España y la creación de RENFE. 
Desde el 31 de diciembre de 2004 Renfe Operadora explota la línea mientras que Adif es la titular de las instalaciones ferroviarias.

## Servicios ferroviarios

### Cercanías
Forma parte de la C-2 de Cercanías Asturias. La frecuencia habitual de trenes es de un tren cada 60 minutos.
| procedencia/destino | < estación  | Línea | estación >    | destino/procedencia |
| ------------------- | ----------- | ----- | ------------- | ------------------- |
| Llamaquique         | Soto de Rey |       | Tudela-Veguín | El Entrego          |